# Pristimantis paulodutrai
Pristimantis paulodutrai é uma espécie de anfíbio  da família Craugastoridae. Endêmica do Brasil, onde pode ser encontrada nos estados da Bahia e de Alagoas.